# Запустек
Запустек (пол. Zapustek) — село в Польщі, у гміні Конецьк Александровського повіту Куявсько-Поморського воєводства.
Населення — 151 особа (2011).
У 1975-1998 роках село належало до Влоцлавського воєводства.

## Демографія
Демографічна структура станом на 31 березня 2011 року:
|          | Загалом | Допрацездатний вік | Працездатний вік | Постпрацездатний вік |
| -------- | ------- | ------------------ | ---------------- | -------------------- |
| Чоловіки | 80      | 20                 | 48               | 12                   |
| Жінки    | 71      | 13                 | 35               | 23                   |
| Разом    | 151     | 33                 | 83               | 35                   |